# クリスタブレースセブン
クリスタブレースセブンは、世界で初めての光学ガラスと同等の透明性を持つ矯正治療用のブラケット。。

## 沿革
デンツプライ三金により2010年9月から日本で先行発売され、2011年9月までにヨーロッパ、および他のアジア諸国において順次販売された。2010年10月1日より保険適応。

## 特徴
- 米国薬局方クラスVIの動物試験により安全性を確認した素材を使用。また、硫酸を除く多くの化学的薬剤にも変形や溶出などの影響を受けない。[4]
- 透過度91.7%、屈折率1.51が示すように光学ガラスの透明性をもつ。[4]
- 従来の硬質コンポジットブラケットと比較し、強度、耐摩耗性が向上。[4]